# Габалинський музичний фестиваль
Габалинський музичний фестиваль (азерб. Qəbələ Musiqi Festivalı) — фестиваль класичної музики, а також джазу і мугама, з 2009 року проходить щоліта в азербайджанському місті Габала (Габалинський район).
Фестиваль проводиться за ініціативи Фонду Гейдара Алієва, за підтримки Міністерства культури і туризму Азербайджанської Республіки. Виступи музикантів проходять просто неба і в камерних концерном залах Габали. У фестивалі беруть участь оркестри й виконавці з різних країн світу. Кожні два роки відбувається міжнародний фортепіанний конкурс.
У 2010 році фестиваль відкрила перша леді Азербайджану Мехрібан Алієва. Як і в 2009 році фестиваль розпочався з виконання увертюри з опери «Кероглу» У. Гаджибекова. Фестиваль проводився за участю Лондонського королівського філармонічного оркестру Великої Британії. Також у фестивалі брали участь музиканти Юрій Башмет, Хлоя Хансліп, піаніст Борис Березовський і багато інших азербайджанськіихта зарубіжних музикантів.
У 2011 році фестиваль проходив з 15 липня по 5 серпня, поряд з відомими виконавцями, які раніше виступали на майданчиках фестивалю, в ньому взяли участь вперше запрошені зірки Денис Мацуєв, Шломо Мінц, Сергій Лейферкус, Алена Баєва, у супроводі Державного симфонічного оркестру «Нова Росія».
Четвертий за рахунком фестиваль пройшов з 22 липня по 5 серпня 2012 року, об'єднавши 350 музикантів з 10 країн світу. Відкрив фестиваль Державний симфонічний оркестр імені Узеїра Гаджибекова, продовжив Лондонський Королівський філармонічний оркестр під керівництвом Шарля Дютуа, квартет словенської філармонії «Тартіні», Юрій Башмет, Борис Березовський, Дмитро Яблонський, Фархад Бадалбейлі, Мурад Адигезалзаде та ін Були відзначені ювілеї Мусліма Магомаєва, Фікрета Амірова і Ніязі. Була представлена прем'єра музичного твору Олександра Чайковського «Реквієм Ходжали».
П'ятий музичний фестиваль пройшов з 24 липня по 6 серпня 2013 року. У ньому взяли участь музиканти та музичні колективи з 11 країн, у тому числі Єрусалимський симфонічний оркестр, Державний симфонічний оркестр «Нова Росія», Азербайджанський державний симфонічний оркестр, кубинська джаз-група «Septeto Santiaguero», солісти Оксана Яблонська, Ідиль Бірет, Вадим Рєпін, Сергій Лейферкус, Фархад Бадалбейлі, Дмитро Яблонський та ін. В рамках п'ятого Габалинського музичного фестивалю було організовано вечір камерної музики пам'яті Сергія Рахманінова.

## Галерея

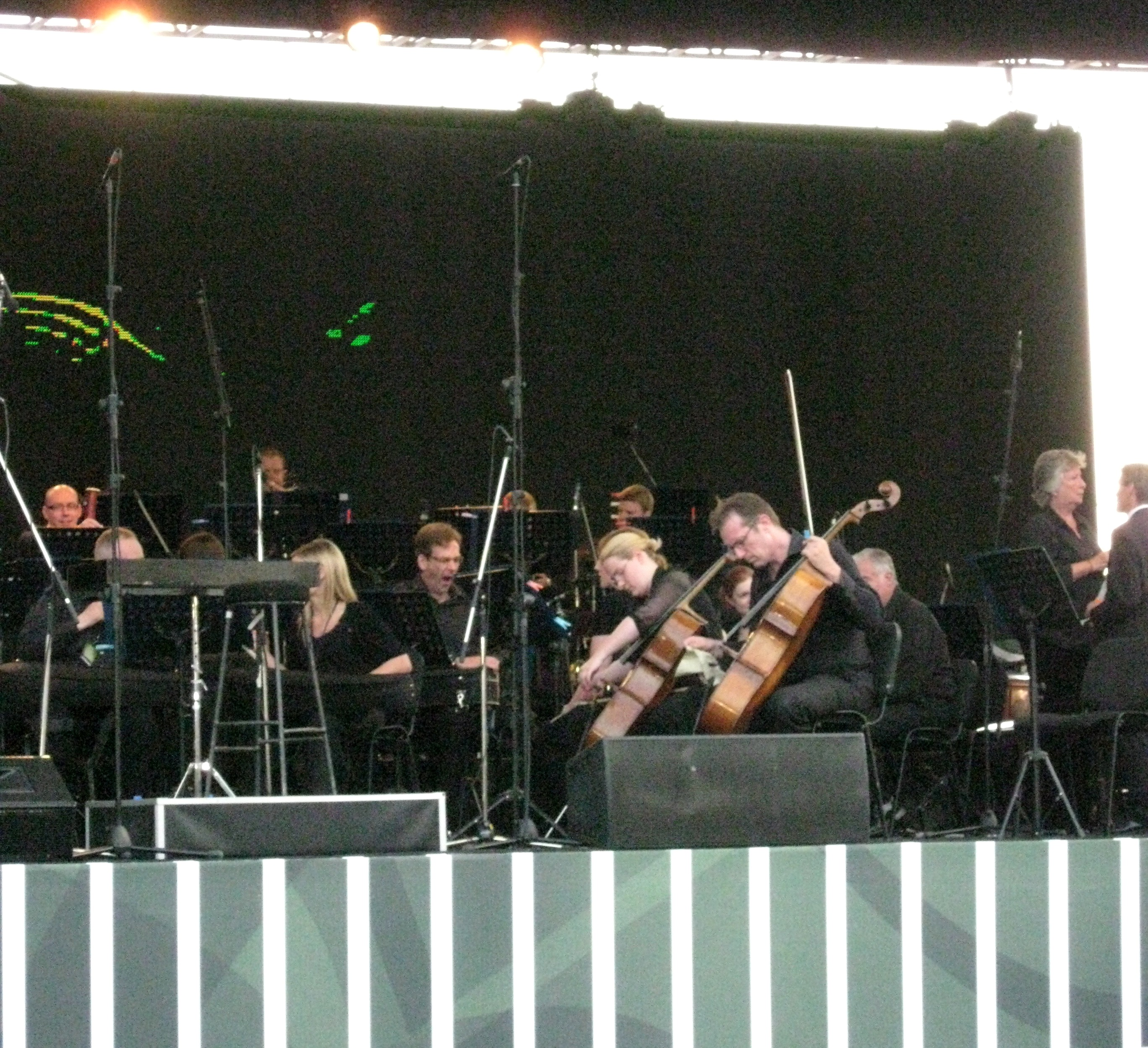
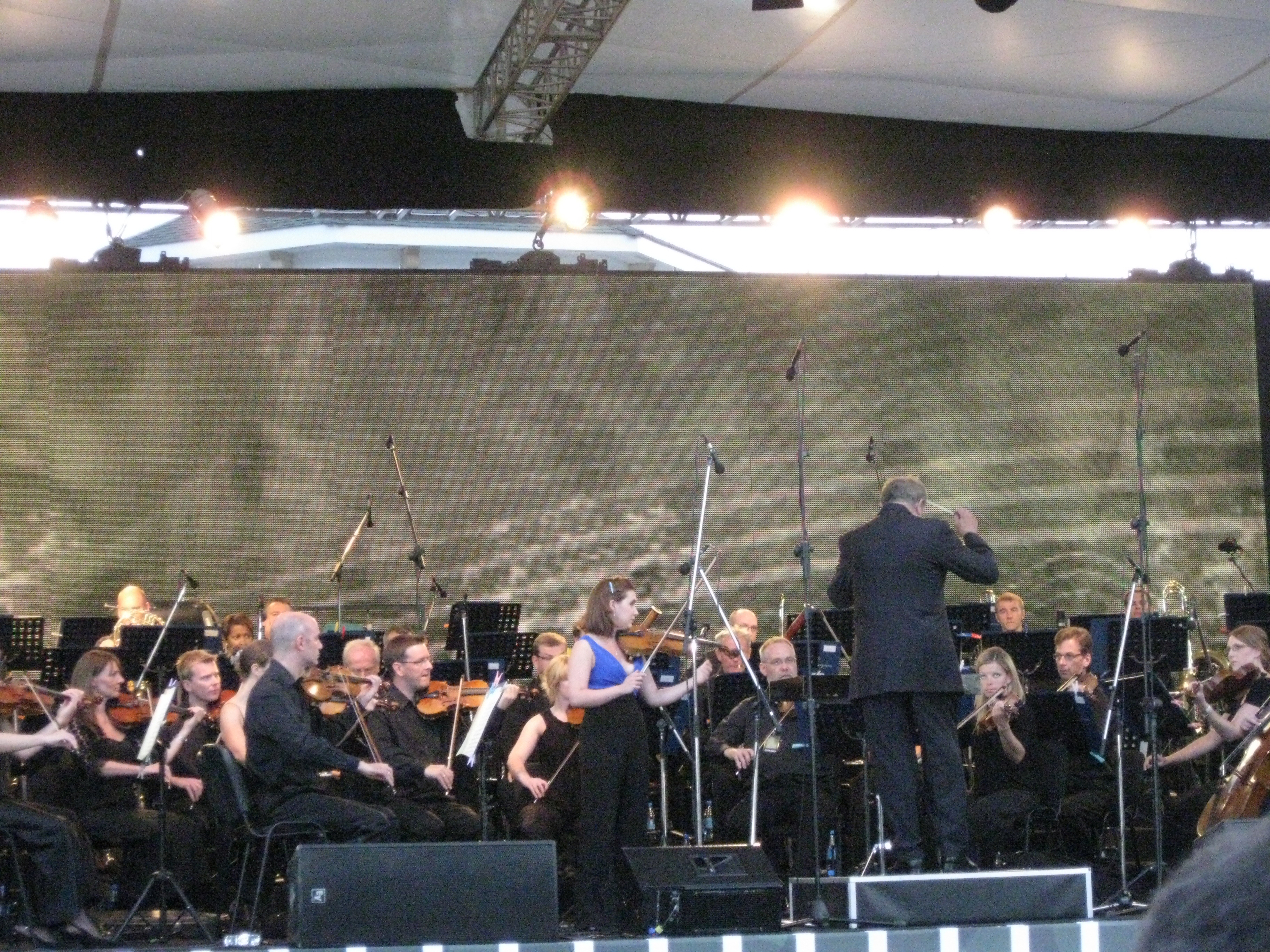
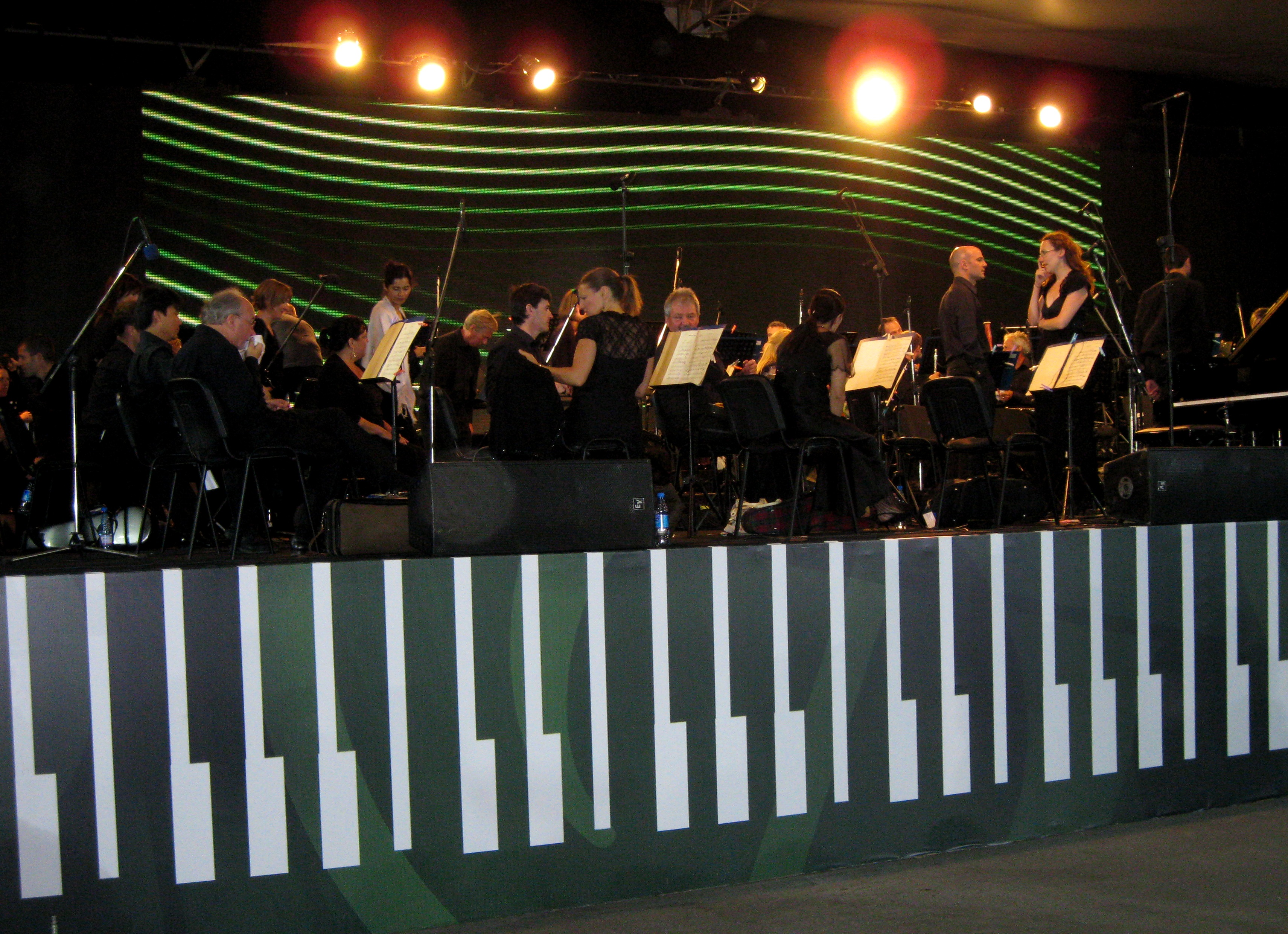
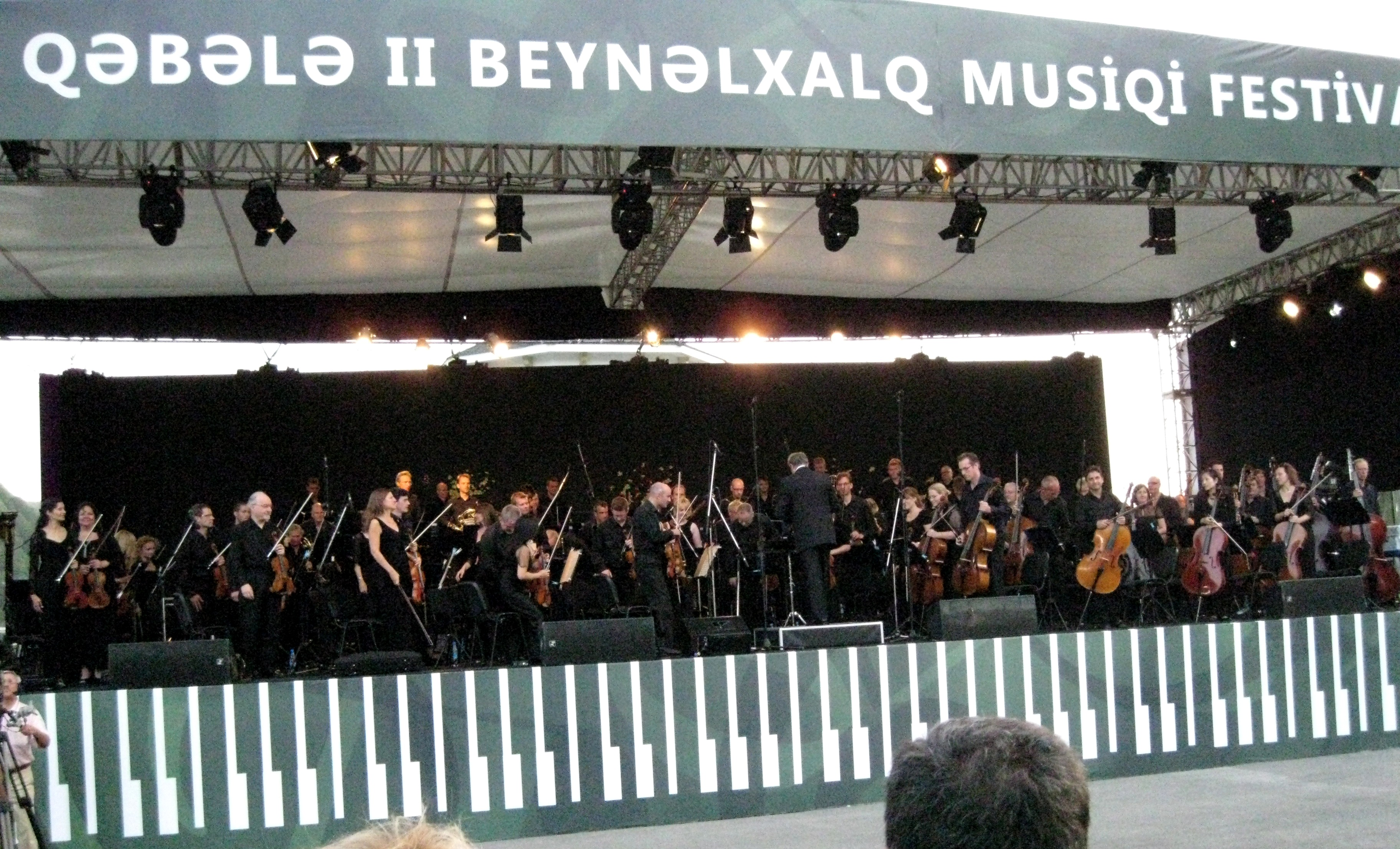
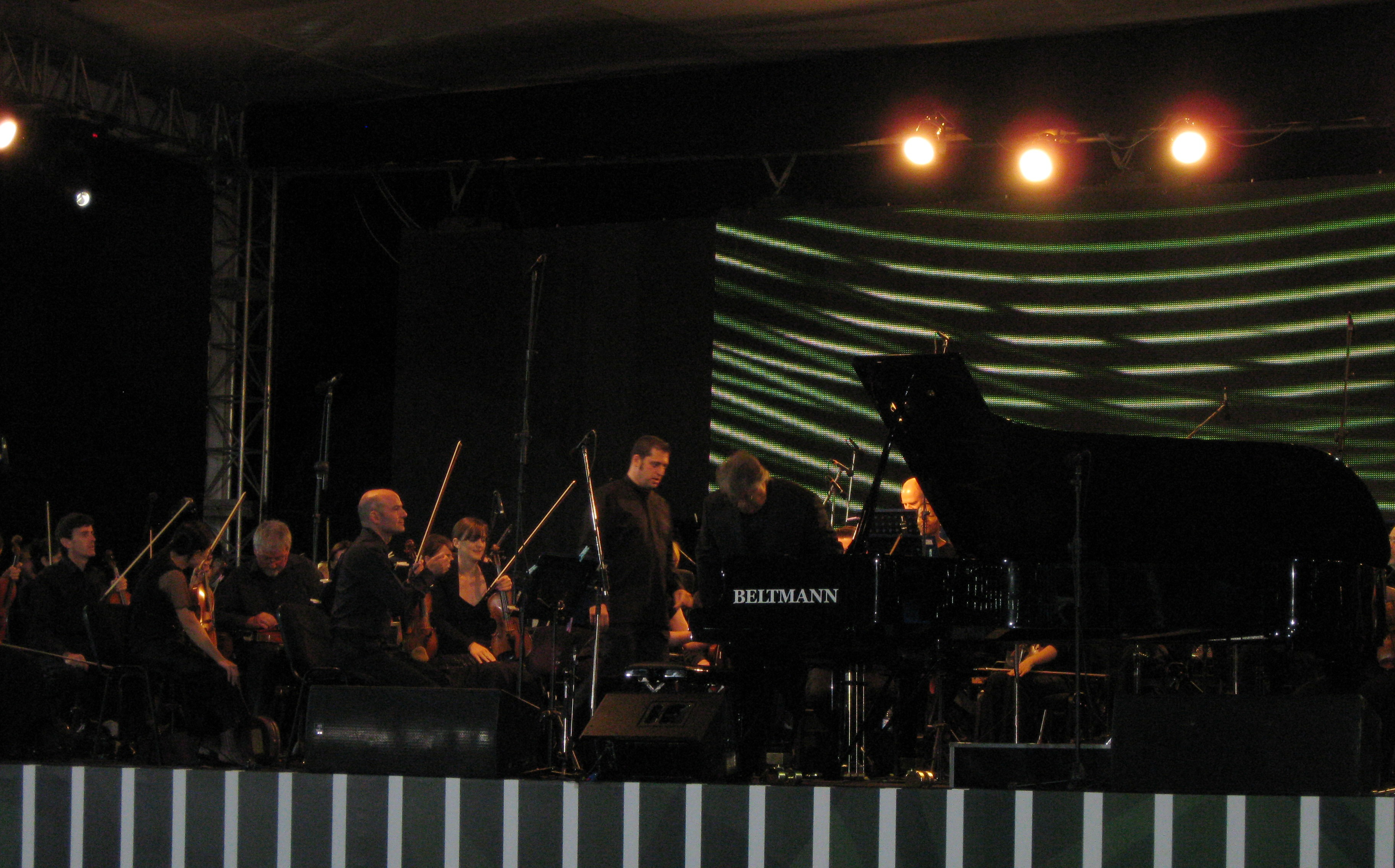
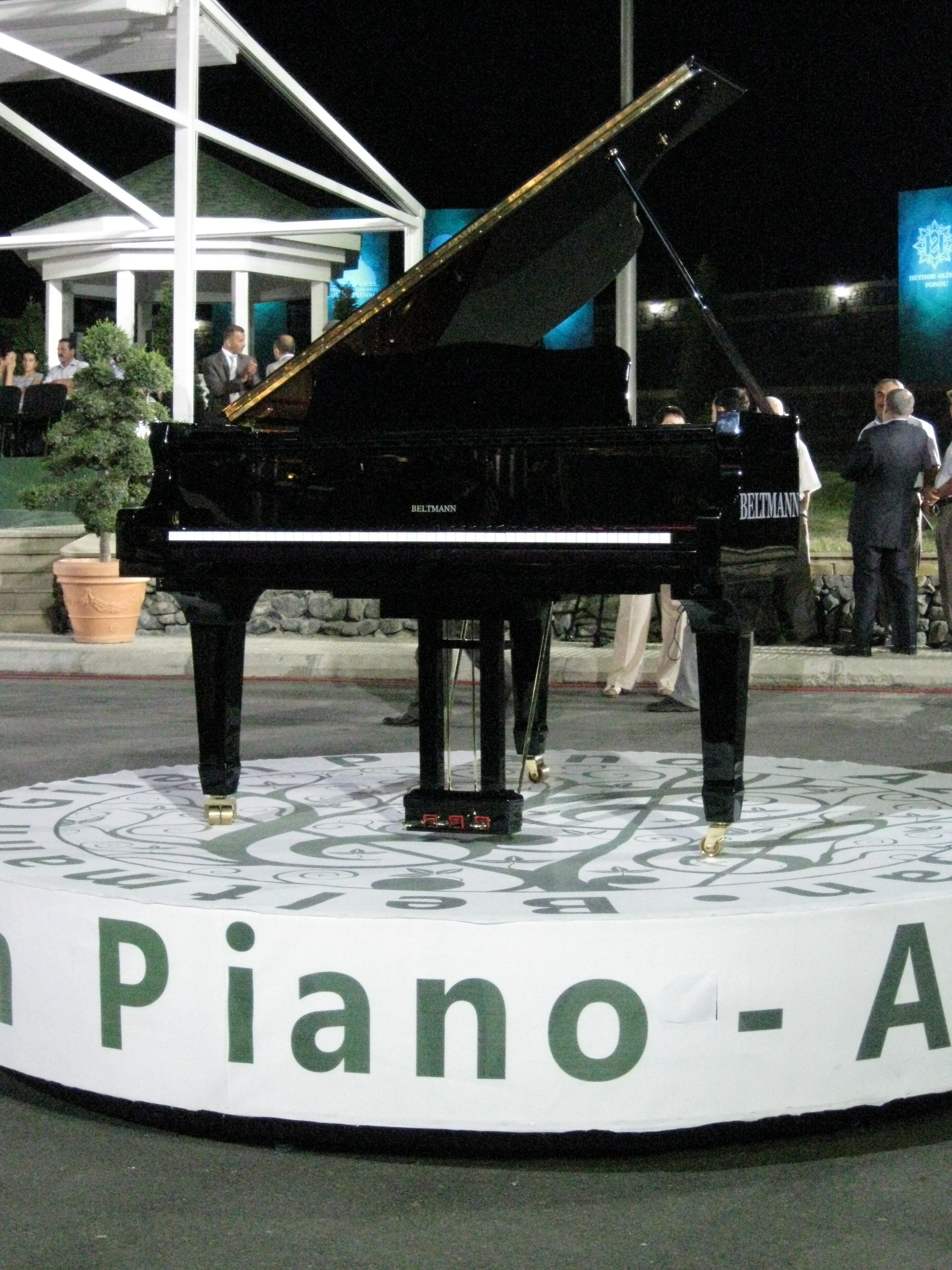